# Exochella conjuncta
Exochella conjuncta är en mossdjursart som beskrevs av Brown 1952. Exochella conjuncta ingår i släktet Exochella och familjen Exochellidae. Inga underarter finns listade i Catalogue of Life.